# Papilio chrapkowskii
Papilio chrapkowskii är en fjärilsart som beskrevs av Ernst Suffert 1904.
Papilio chrapkowskii ingår i släktet Papilio och familjen riddarfjärilar. Inga underarter finns listade i Catalogue of Life.

## Bildgalleri

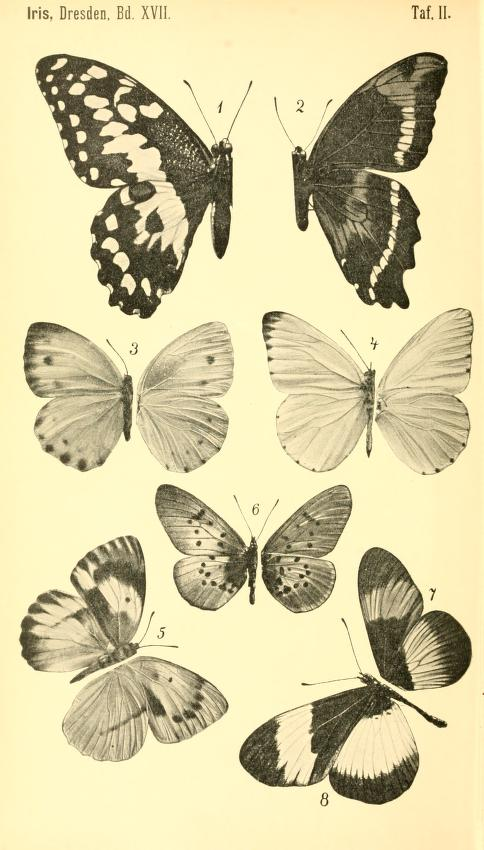